# Doublet de Gauss
Un doublet de Gauss consiste en l'association de deux lentilles optiques. Une lentille convergente de forme ménisque en verre crown est suivie par une lentille divergente, elle aussi ménisque, en verre flint, compensant le chromatisme et l'aberration sphérique.
Le doublet de Fraunhofer (lentille crown bi-concave + lentille flint ménisque divergent) et le doublet de Gauss sont les deux seules solutions à deux lentilles décollées permettant de minimiser chromatisme et aberration sphérique. Carl Friedrich Gauss a montré que le degré de liberté supplémentaire laissé par une quatrième surface, par rapport au doublet collé, permettait une meilleure correction des aberrations sur l'axe optique. Néanmoins, les courbures et donc les angles d'incidence sur le doublet de Gauss sont importants, générant une forte aberration de coma pour de faibles angles de champ, ce qui rend celui-ci moins performant en imagerie.
À la fin du XIXe siècle, il a été découvert que placer un doublet de Gauss de chaque côté de la pupille du système supprimait complètement l'aberration de distorsion. Ce doublet a ainsi trouvé son application dans la photographie avec les objectifs de type double Gauss.